# Nataša Mićić
Nataša Mićić (en serbe cyrillique : Наташа Мићић ; née le 2 novembre 1965 à Užice) est une femme d'État serbe. Elle est vice-présidente du Parti libéral-démocrate (LDP) et députée à l'Assemblée nationale serbe.

## Biographie

### Études et débuts politiques
Nataša Mićić naît le 2 novembre 1965 à Užice ; son nom de jeune fille est Nataša Jovanović. Elle suit les cours de la faculté de droit de l'université de Belgrade puis, au début des années  1990, elle devient greffière de tribunal d’Užice. Elle quitte son poste  en 1998 pour entamer une carrière d’avocate. La même année, bien qu’elle ait alors presque 33 ans, elle contribue à fonder le mouvement estudiantin Otpor, dont elle est l'un des porte-parole et l'un des conseillers juridiques.
Les carrières de juriste et de politicienne de Mićić se superposent. En 1996, elle devient membre de l’Alliance civique de Serbie (GSS), alors qu’elle travaille encore au tribunal d’Užice. Lorsque Slobodan Milošević est renversé à l’automne 2000, Mićić est devenue une importante dirigeante du GSS, au sein de l'Opposition démocratique de Serbie (DOS). À la fin de décembre 2000, le DOS remporte les élections législatives serbes et les membres du GSS reçoivent leur part de postes politiques. En 2001, Nataša Mićić devient vice-présidente de l’Assemblée nationale de Serbie, suppléante de Dragan Maršićanin du Parti démocratique de Serbie (DSS).

### Présidente de l'Assemblée nationale 2001-2004
À cause de la tension croissante entre le DSS et le DOS, Dragan Maršićanin démissionne de son poste le 6 décembre 2001. Mićić le remplace alors comme présidente de l’Assemblée nationale et présidente du comité constitutionnel.
À la fin du mandat de Milan Milutinović à son poste de président de la république de Serbie et après l’annulation de deux élections présidentielles (due au fait que la participation n’atteignait pas 50 %), elle devient présidente de la République par intérim le 30 décembre 2002 ; elle a l’obligation constitutionnelle d’organiser d’autres élections dans les 60 jours après sa prise de fonction mais elle refuse de le faire, ce qui lui vaut à l'époque de nombreuses critiques.
Après l’assassinat de Zoran Đinđić le 12 mars 2003, elle proclame l’état d’urgence. En mai de la même année, la situation s'est calmée et l’état d’urgence est levé. Le 17 septembre 2003, six mois après le délai prévu par la constitution, elle fixe la date des élections présidentielles au 16 novembre. Elle subit alors de constantes pressions parlementaires à la suite d'un scandale impliquant la parlementaire DOS Neda Arnerić.
Le 16 octobre 2003, la coalition DOS se retrouve sans majorité parlementaire pour la première fois en trois ans. Une procédure de défiance est entamée envers la présidente du parlement Nataša Mićić. La discussion parlementaire sur le sujet se termine le 29 octobre 2003 mais le vote de la motion de défiance est repoussé de deux semaines. La dissolution de l'Assemblée le 13 novembre 2003 et l’organisation d’élections législatives pour le 28 décembre rendent la motion obsolète.

### Retour dans l’opposition
L'Alliance civique de Serbie (GSS) participe aux élections législatives serbes de 2003 sur la liste du Parti démocratique (DS) ; Nataša Mićić et Goran Svilanović, membres du GSS, sont élus députés. En décembre 2004, Mićić est élue présidente du GSS.
Aux élections législatives du 21 janvier 2007, Nataša Mićić figure sur la liste de la coalition formée par le Parti libéral-démocrate (LDP) de Čedomir Jovanović, qui, en plus de l'Alliance civique de Serbie, compte la Ligue des sociaux-démocrates de Voïvodine et l’Union sociale-démocrate. La coalition remporte 5,31 % des suffrages et obtient 15 sièges sur 250 à l'Assemblée nationale, ce qui lui vaut d'être élue députée du GSS à l'Assemblée. Elle devient alors membre du LDP, en tant que membre de la présidence et du conseil politique du parti.
Aux élections législatives anticipées de 2008, le LPD s’associe avec le Parti démocrate-chrétien de Serbie de Vladan Batić et présente une liste de 250 candidats. Il obtient 216 902 voix, soit 5,24 % des suffrages et envoie 13 représentants à l'Assemblée parmi lesquels figure Nataša Mićić.
Aux élections législatives de 2012, Čedomir Jovanović, le président du LDP, forme la coalition politique Preokret,, qui obtient 6,53 % des suffrages et 19 députés, ce qui vaut à Nataša Mićić d'être élue une nouvelle fois à l'Assemblée. Elle demeure inscrite au groupe parlementaire du LDP. Elle participe aux travaux de la commission des droits de l'Homme et des minorités et de l'égalité des sexes et, en tant que suppléante, à ceux de la Commission des affaires étrangères et de la Commission de la diaspora et des Serbes de la région.
Elle perd son siège lors des élections de 2014, avant d'en retrouver un lors des élections de 2016, qu'elle conserve jusqu'en 2020.

## Vie privée
Nataša Mićić est mariée à Miodrag Mićić, membre du GSS, et mère d'un enfant. En mars 2006, son mari fait la une des journaux pour avoir menacé Nenad Kovačević, un journaliste du quotidien Danas.